# Microcharon profundalis
Microcharon profundalis is een pissebed uit de familie Lepidocharontidae. De wetenschappelijke naam van de soort is voor het eerst geldig gepubliceerd in 1940 door Karaman.